# Xilinx
Xilinx (читается: Зайлинкс) — американский разработчик и производитель интегральных микросхем программируемой логики (ПЛИС, FPGA), а также САПР ISE (позже Vivado) для разработки цифровых устройств с использованием языков VHDL и Verilog. Основанная в 1984 году компания в 2006/2007 финансовом году достигла оборота в $1,84 млрд с чистой прибылью $350 млн. Доля Xilinx на мировом рынке ПЛИС составила, по данным самой компании, 51 %. 27 октября 2020 года было заключено соглашение о слиянии компаний AMD и Xilinx.

## Происхождение названия
Две буквы Х в начале и конце имени — логические ячейки, между ними linx (links) — программируемая перемычка.

## История
Компанию основали инженеры-предприниматели Бернард Вондершмит (1923—2004), Джим Барнетт и Росс Фримен (1944—1989) — изобретатель концепции базового матричного кристалла, программируемого пользователем (Field Programmable Gate Array, или FPGA). Помимо всех преимуществ стандартных БМК, при использовании FPGA разработчик электронных устройств получал возможность реконфигурации кристалла на рабочем месте. Это давало принципиально новые средства коррекции ошибок и существенно сократило время выхода новых разработок на рынок готовой продукции.
Существовавшие в то время БМК программировались по спецификации заказчика непосредственно заводом-изготовителем ИМС. Предложение Фримена не было востребовано крупными производителями: «оно требовало много транзисторов, а в те годы транзисторы шли на вес золота». Вондершмит, ранее менеджер полупроводникового производства RCA, был убеждён в неэффективности компаний, управлявших собственными, громоздкими производствами. Он предложил Фримену использовать новую в то время модель «бизнеса без заводов» (бесфабричная компания), в котором все производственные функции отдавались бы на субподряд независимым заводам. Xilinx работает по этой схеме по сей день.
Xilinx выпустил первую продукцию — программируемую пользователем матрицу XC2064 в 1985 году. В 1990 году, после смерти Фримена, компания стала публичной. В 1991 году Xilinx выпустил семейство программируемой логики XC4000, ставшее, по сути, первым массово применявшимся FPGA.
27 октября 2020 года корпорация AMD Inc. объявила о слиянии с компанией Xilinx. Сумма этой сделки составит $35 млрд, в итоге которой появится объединенная компания, 74 % которой будет принадлежать AMD, тогда как Xilinx будет владеть оставшейся 26-процентной долей. Руководить объединенной компанией будет глава AMD Лиза Су. При этом состав совета директоров компании AMD пополнится представителями Xilinx, а действующий руководитель компании Xilinx Виктор Пэн перейдёт на пост президента AMD, отвечающего за профильный бизнес. 14 февраля 2022 года корпорация AMD завершила слияние с компанией Xilinx, предполагаемая итоговая сумма сделки составила $50 млрд.

## Продукция
Разновидности ПЛИС — микросхемы FPGA (Field Programmable Gate Array), перепрограммируемые микросхемы с традиционной архитектурой PAL (Complex Programmable Logic Devices, или CPLD), — а также средства их проектирования и отладки, выпускаемые фирмой Xilinx, используются в устройствах цифровой обработкой информации — например, в системах телекоммуникации и связи, вычислительной технике, периферийном и тестовом оборудовании, электробытовых приборах. Фирма производит микросхемы в различных типах корпусов и в нескольких исполнениях, включая индустриальное, военное и радиационно-стойкое.
Семейство ПЛИС Zynq UltraScale+RFSoCs компании Xilinx содержат до 16 быстродействующих АЦП и ЦАП, интегрированных в их структуру.